# Rhododendron maximum
Rhododendron maximum  ist eine Pflanzenart aus der Gattung der Rhododendren (Rhododendron) innerhalb der Familie der Heidekrautgewächse (Ericaceae). Sie ist im östlichen Nordamerika von Alabama im Süden nordwärts bis an die Küsten von Nova Scotia verbreitet und wird dort englisch great laurel, great rhododendron, rosebay rhododendron, American rhododendron, big rhododendron, Late rhododendron, Summer rhododendron, Bigleaf laurel, Deertongue laurel, Rose tree, Rose bay, Bayis, Mountain laurel genannt.

## Beschreibung

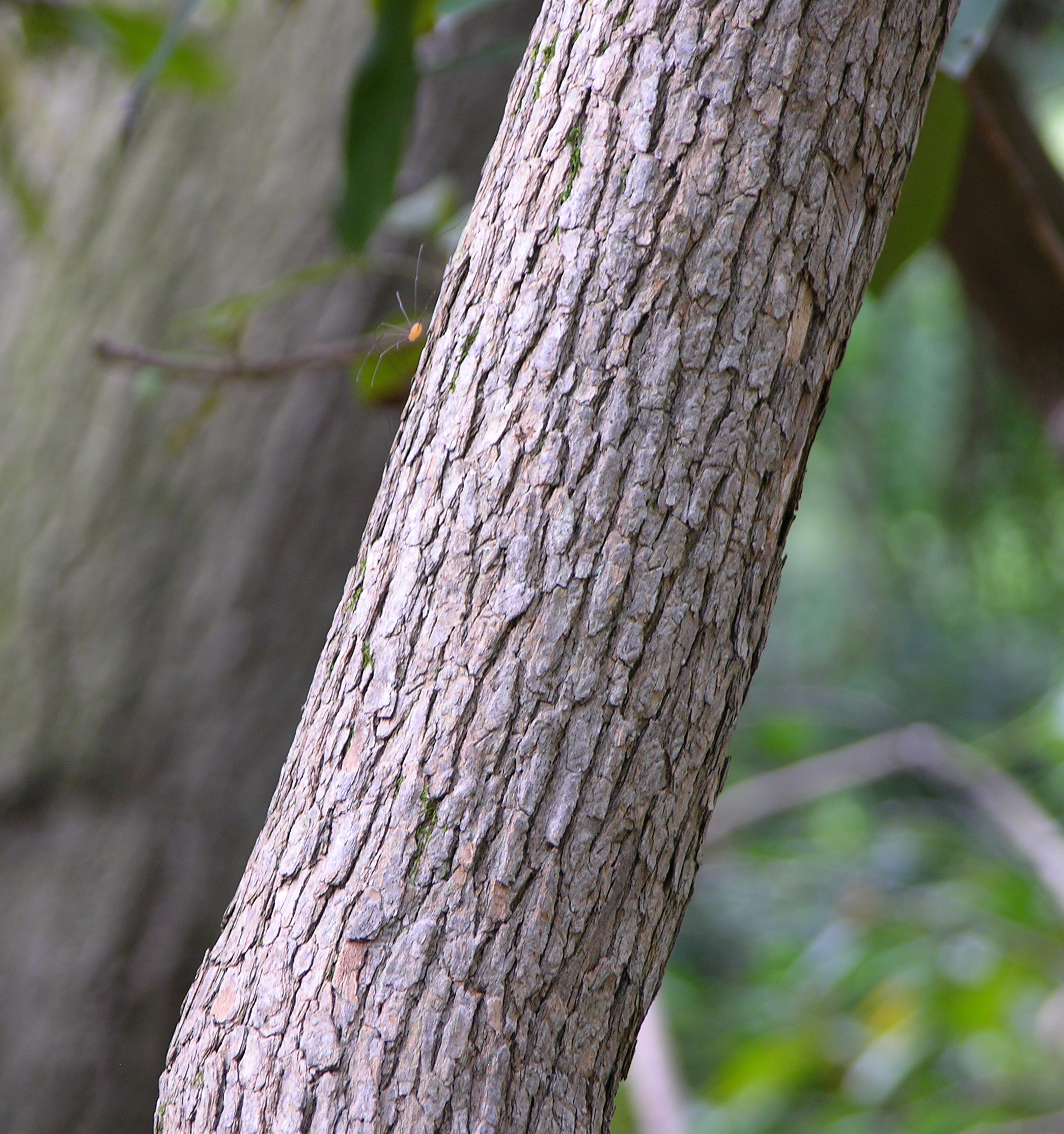
Borke

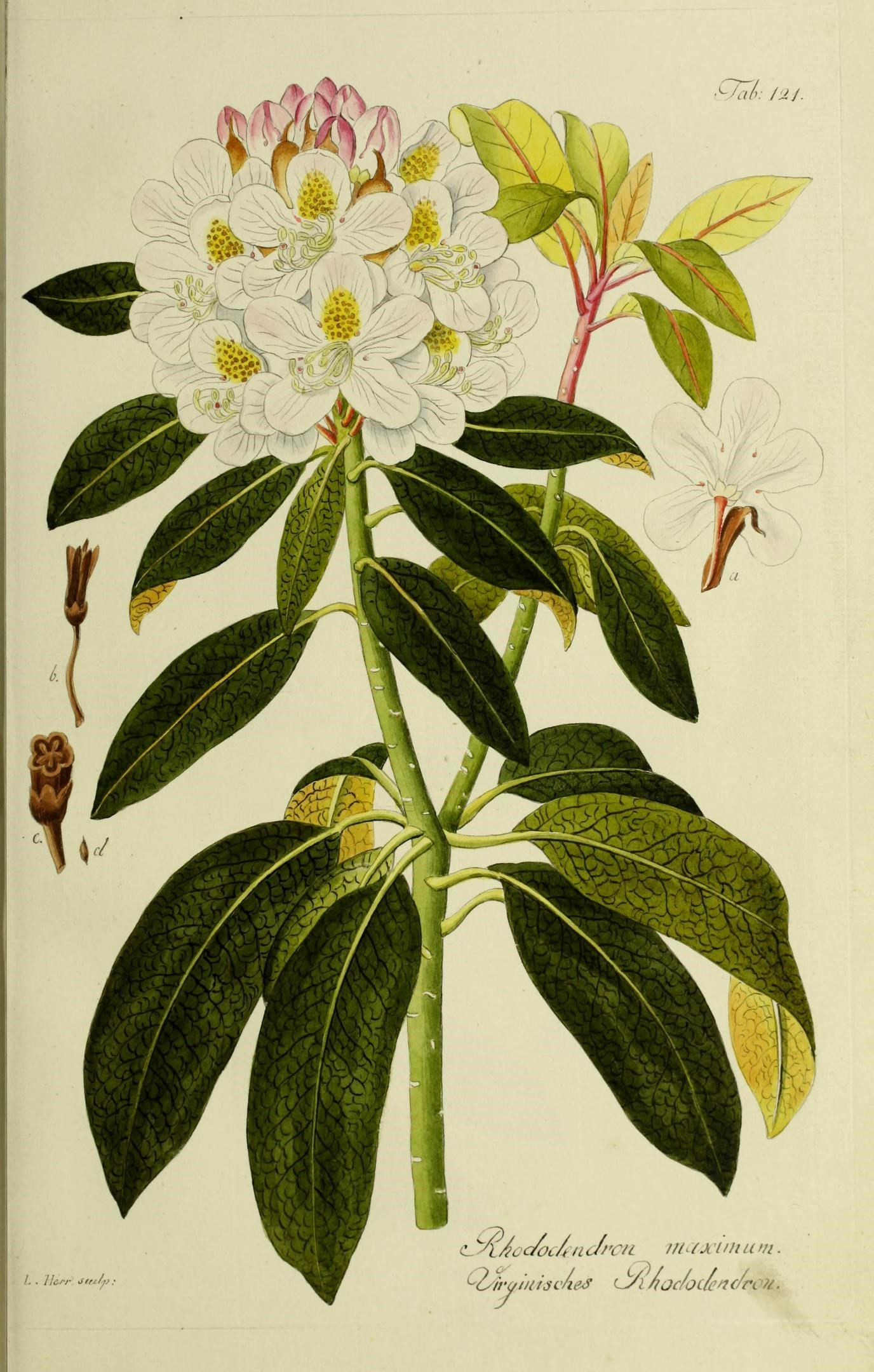
Illustration aus Österreichs allgemeine Baumzucht

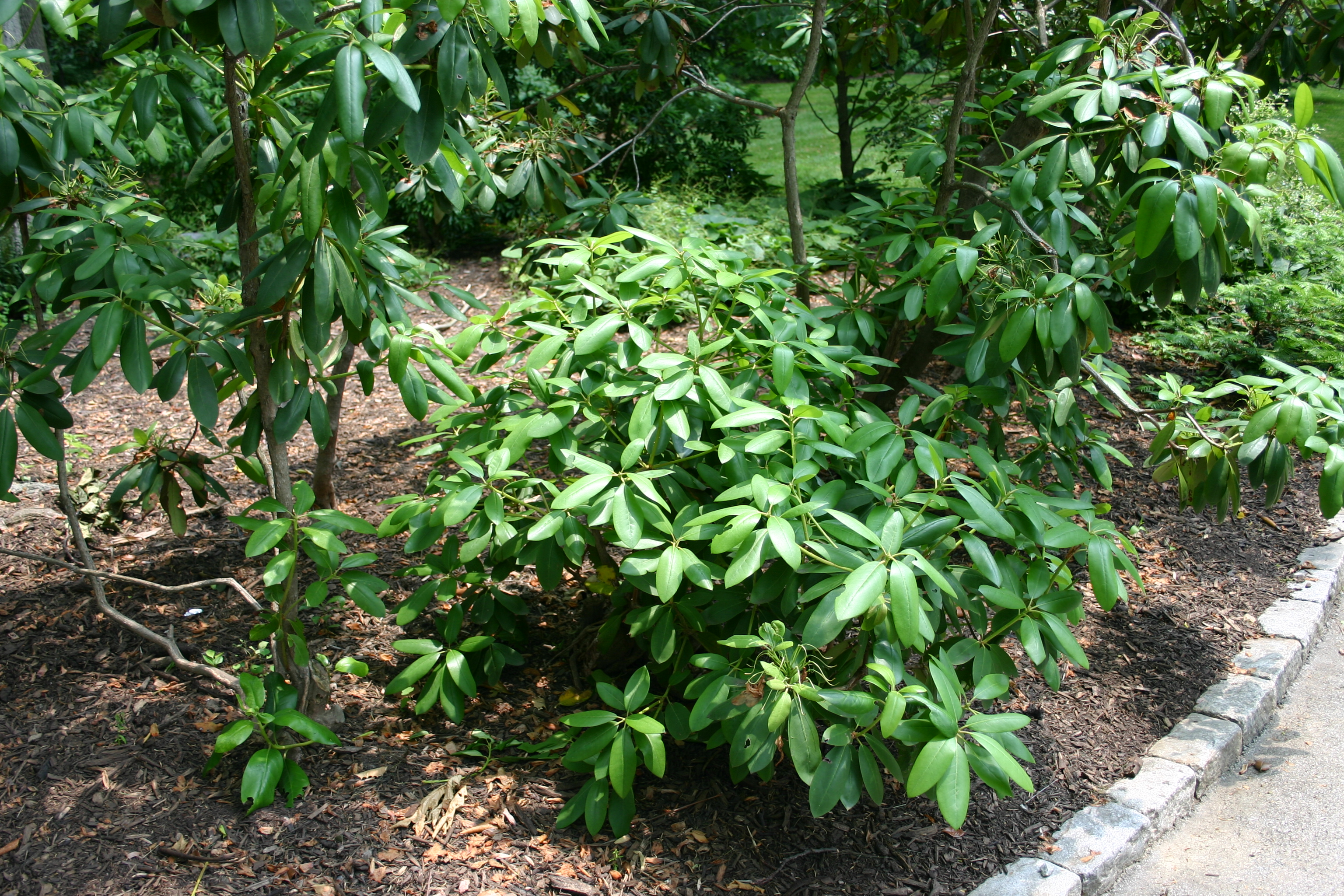
Habitus

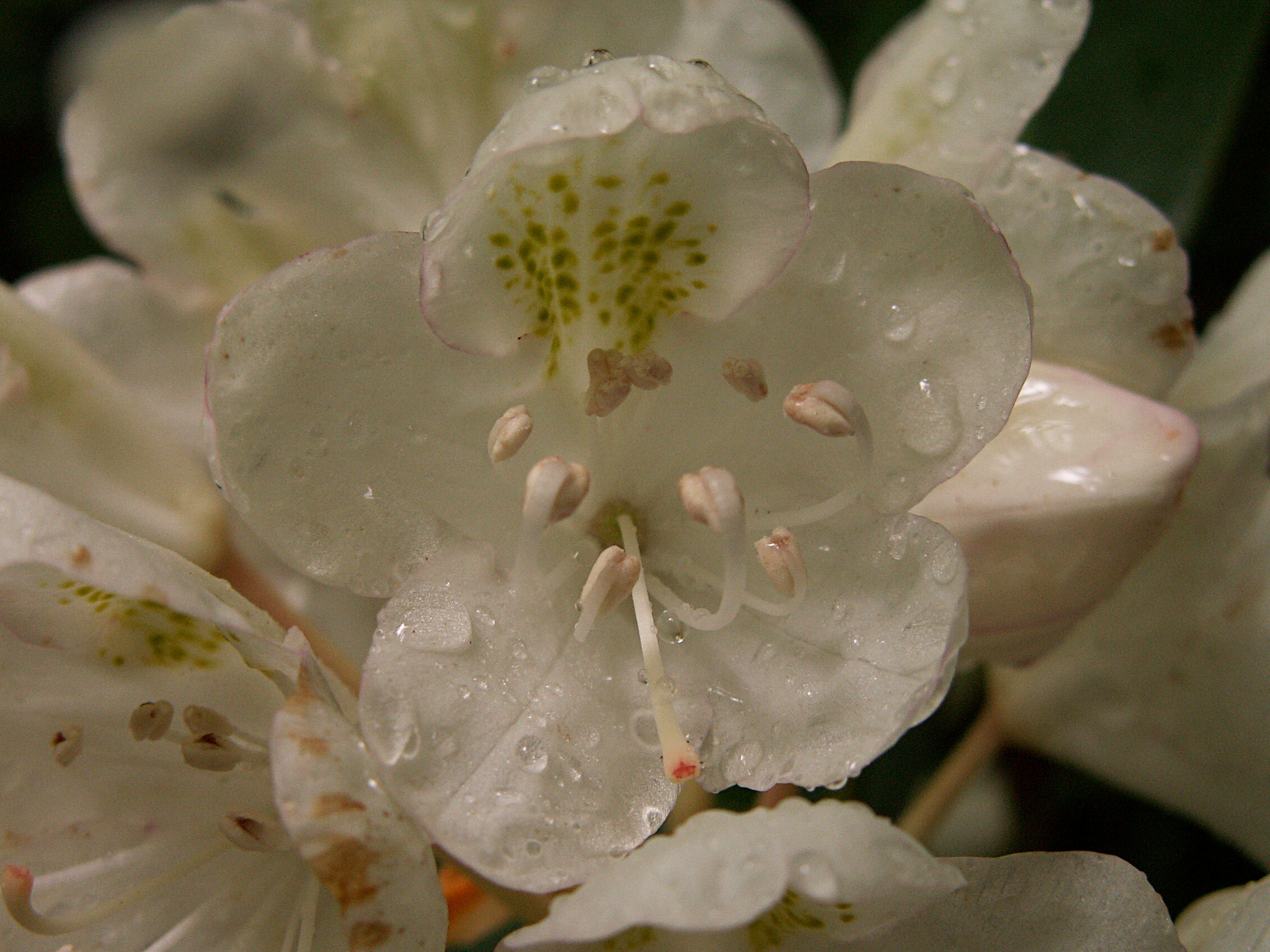
Fünfzählige Blüte im Detail

### Vegetative Merkmale
Rhododendron maximum wächst als immergrüner Strauch und erreicht Wuchshöhen von bis zu 4, selten bis zu 10 Metern.
Die wechselständig angeordneten Laubblätter sind in Blattstiel und Blattspreite gegliedert. Die ledrig-derbe, einfache Blattspreite ist bei einer Länge von 10 bis 19 Zentimetern sowie einer Breite von 2 bis 4 Zentimetern länglich. Die Laubblätter können giftig sein. Sie behalten ihre wachsartige, dunkelgrüne Oberfläche bis zu acht Jahre lang, sind nach dem Abwurf jedoch schwer zu kompostieren. 

### Generative Merkmale
Die Blütezeit liegt im Juni und Juli. Die Blüten haben einen Durchmesser von 2,5 bis 3 Zentimetern. Die Blütenkrone ist weiß, rosafarben, blass purpurn und oft mit grünlich-gelben Punkten versehen.
Die trockene Kapselfrucht ist 15 bis 20 Millimeter lang und enthält zahlreiche kleine Samen.

## Ökologie

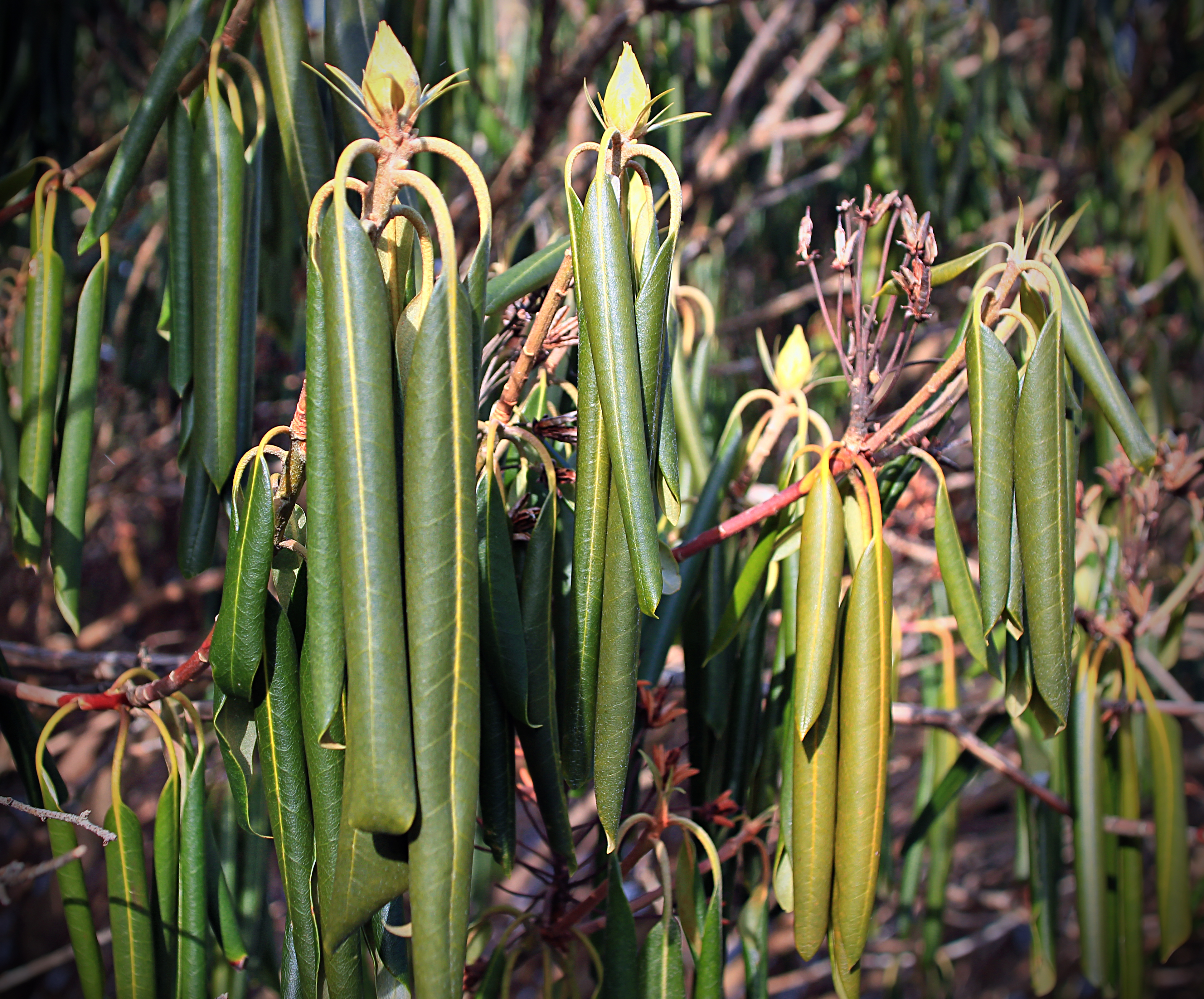
Als kälteresistente Art reagiert Rhododendron maximum auf Frost mit Einrollen, Einfalten und einklappen seines Laubes. Dies bewahrt die Pflanzen vor den austrocknenden Effekten kalter Luft.

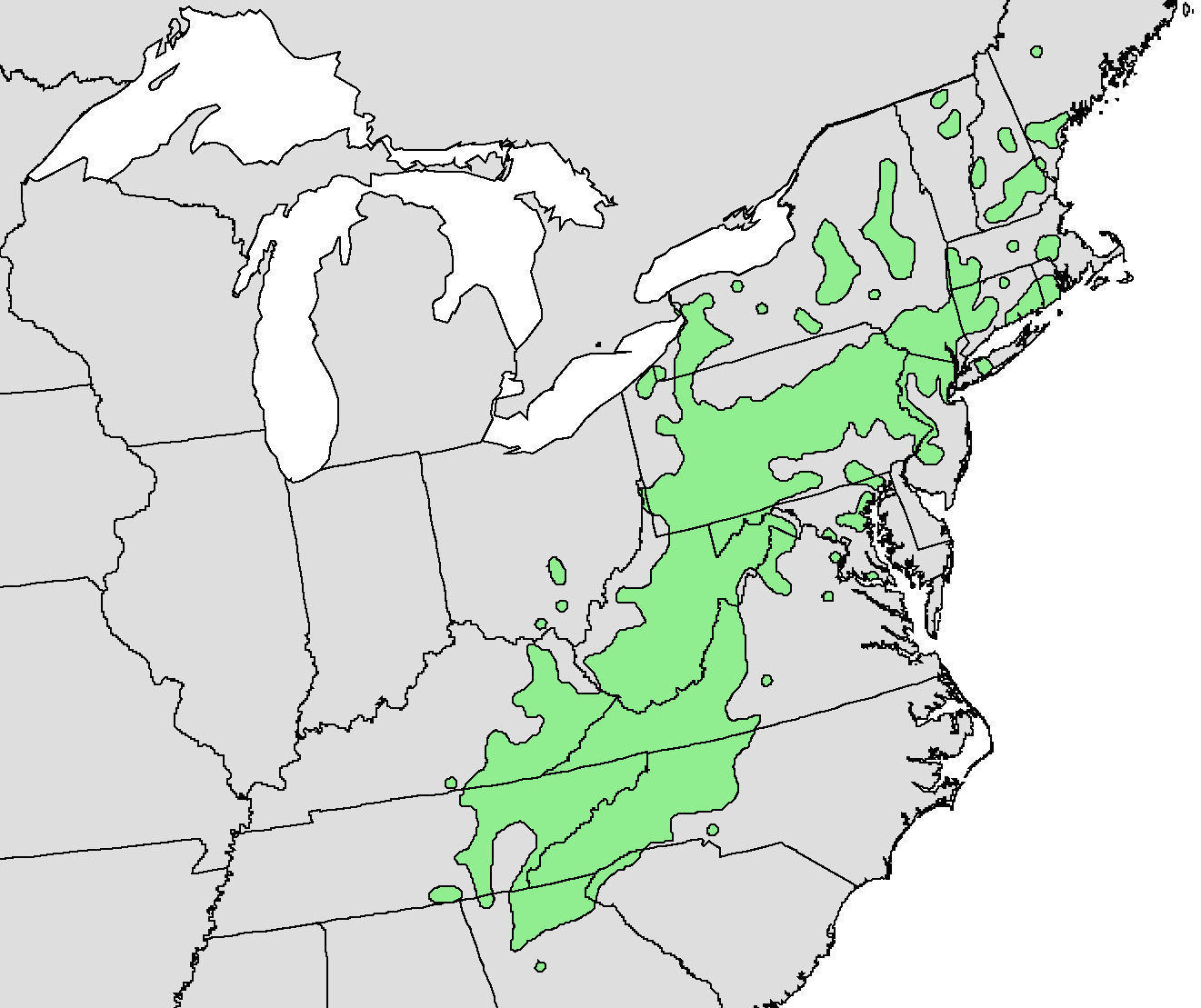
Natürliches Verbreitungsgebiet

Rhododendron maximum ist eine klonale Pflanze. Sie ist jedoch sowohl zur vegetativen als auch zur geschlechtlichen Vermehrung in der Lage. Vegetativ pflanzt sie sich über Absenker fort und treibt aus den den Boden berührenden niederliegenden oberirdischen Teilen Wurzeln aus.
Die Früchte entstehen aus den attraktiven Blüten zwischen März und August. Die Kapselfrucht reift im Herbst und reißt schon bald nach der Reife an den Seiten auf und setzt eine große Zahl winziger Samen (etwa 400 pro Kapselfrucht) frei. Die Anforderungen an das Mikroklima sind für das Keimen relativ spezifisch (d. h. hoher Humusgehalt wie bei verrottenden Baumstämmen); sonst erfolgt der Hauptteil der Reproduktion vegetativ durch klonales Wachstum.

## Vorkommen
Rhododendron maximum kommt im östlichen Nordamerika vom kanadischen Nova Scotia bis zu den östlichen US-Bundesstaaten Connecticut, Maine, Massachusetts, New Hampshire, New Jersey, New York, Ohio, Pennsylvania, Rhode Island, Vermont, West Virginia, Alabama, Georgia, Kentucky, Maryland, North Carolina, South Carolina, Tennessee sowie Virginia vor.
Rhododendron maximum ist die am häufigsten vorkommende und dominante Rhododendron-Art in den südlichen Appalachen; sie kommt gelegentlich auf frischen Standorten der Hänge im Piedmont Crescent in den südöstlichen Vereinigten Staaten vor. Im Norden reicht das Verbreitungsgebiet bis nach Ost-Kanada (Nova Scotia).
Mehr als 31.000 km² werden in den südlichen Appalachen von dieser Art besiedelt, wo sie den Unterwuchs dominiert. Das Vorkommen der Art war historisch gesehen auf die Auenzonen und andere frische Standorte beschränkt, zieht jedoch Vorteile aus gestörten Bereichen, wo sie sich in trockeneren Gebieten ausbreitet. Sie bevorzugt gut durchlüftete saure Böden mit hohem Humusgehalt, wo sie eine dicke, torfartige Auflage produziert. Sie bevorzugt schattige oder halbschattige Bereiche für ein optimales Wachstum und hat enorme Kapazitäten, eine Hohlraumbildung in Frost-Tauwetter-Zyklen zu vermeiden. Wo ein exzessives Absterben des Kronendachs den größten Teil davon eliminiert hat, bildet die Art ein dichtes und durchgehendes sekundäres Kronendach, das örtlich als laurel slicks oder laurel hells bezeichnet wird. Rhododendron maximum ist eine bedeutende strukturelle und funktionale Komponente des Wald-Ökosystems in den südlichen Appalachen. Unklar bleibt der Status der Art, ob sie sich ausbreitet oder zurückzieht. An schlecht entwässerten Standorten auf Bergrücken oder oberen Hanglagen sind insbesondere in den höheren Lagen große Populationen der Art aufgrund einer Phytophthora-Infektion oder möglicherweise auch aufgrund langanhaltender Perioden mit unterdurchschnittlichen Niederschlägen zusammengebrochen. Rhododendron maximum besiedelt jedoch zunehmend Gebiete, die früher frei von einem immergrünen Unterwuchs waren. Es sind noch viele Fragen offen, um die ökologische Rolle von Rhododendron maximum im Unterwuchs der Wälder zu klären.

## Systematik
Die Erstveröffentlichung von Rhododendron maximum erfolgte durch Carl von Linné in Species Plantarum, 1, Seite 392.
Rhododendron maximum gehört zur Sektion Ponticum aus der Untergattung Hymenanthes in der Gattung Rhododendron.

## Management als invasive Pflanzenart
Die Samen von Rhododendron maximum sind winzig, man schätzt, dass ein Kilogramm etwa 11 Millionen enthält. Die kommerzielle Samenproduktion erfolgt generell aus kultivierten Hybriden. Samen aus Wildpflanzen werden allgemein nicht gehandelt. Die Pflanzen wachsen langsam und haben ein großes Potential, vegetativ auszutreiben. Wenn eine mechanische Entfernung im Rahmen von forstwirtschaftlichen Maßnahmen versucht wird, ist dies bei dieser Art extrem oft innerhalb einiger Jahre erforderlich. Kontrollierte Brände sind auch gegen die Art eingesetzt worden, doch nur mit begrenztem Erfolg.

## Nutzung

### Vorteile
Rhododendron maximum ist ein auffallender und ästhetischer Bestandteil frischer Wälder in den südlichen Appalachen. Er ist einer der größten und zähesten Rhododendron-Arten, die kommerziell angebaut werden. Mehrere Cultivare mit weißen bis purpurfarbenen Blüten sind gezüchtet worden. Wo er natürlicherweise vorkommt, werden die attraktiven weißen, rosa oder purpurfarbenen Blüten im Juni produziert, gelegentlich jedoch auch von März bis August. Rhododendron maximum behält sein dunkelgrünes Laub das ganze Jahr über. Rhododendron maximum bietet Schutz vor niedrigen Grundwasserspiegeln und Schutz für Wildtiere. Das Holz ist sehr hart und wird gelegentlich für spezielle Holzprodukte genutzt.

### Nachteile
Trotz aller gepriesenen Vorteile als natürlich vorkommender Bestandteil der Landschaft oder als Zierpflanze in Wohn- und Industriegebieten kann Rhododendron maximum auch hemmende Effekte auf die Regeneration anderer Pflanzenarten haben. Es gibt einige Hinweise darauf, dass sich die Art wegen der Brandbekämpfung und des Fehlens wirtschaftlicher Aktivitäten (z. B. der Beweidung von Berggebieten) aus den frischen Standorten heraus auch in trockenere Gebiete ausgebreitet hat. Die Signifikanz dieser Ausbreitung auf bisher unbesiedelte Flächen konzentriert sich rund um die Einflüsse von Rhododendron maximum auf die pflanzliche Sukzession und die Ressourcenverfügbarkeit. Ein Vorkommen von Rhododendron maximum ist in seinem gesamten Verbreitungsgebiet verbunden mit einer reduzierten Dichte von Setzlingen von Gehölzen und krautigen Pflanzen und übt daher einen starken Einfluss auf die Produktion von Holzprodukten aus. Der Mechanismus (oder die Mechanismen), die zur Reduktion der Setzlinge führen, war Gegenstand so mancher Debatte. Diskutiert wurden Allelopathie, Wettbewerb um Ressourcen wie Licht, physikalische und chemische Merkmale der Waldböden und deren Auflagen sowie Interaktionen zwischen all diesen Quellen.

## Symbol
Rhododendron maximum ist das staatliche Blumensymbol des US-Bundesstaates West Virginia.